# Liste von Horrorfilmen der 2000er Jahre
Die Liste von Horrorfilmen der 2000er Jahre gibt einen chronologischen Überblick über Produktionen, die im Zeitraum von 2000 bis 2009 in diesem Genre gedreht wurden. Bei der Nutzung ist zu beachten, dass ein Großteil der aufgeführten Filme sich mit artverwandten Genres aus dem Bereich der Phantastik wie Science-Fiction und Fantasy überschneidet, aber auch Kriminalfilm und Komödie. Die Liste erhebt keinen Anspruch auf Vollständigkeit.

## 2000
| Titel                                                                       | Regie               | Produktionsland                                         |
| --------------------------------------------------------------------------- | ------------------- | ------------------------------------------------------- |
| Blair Witch 2                                                               | Joe Berlinger       | Vereinigte Staaten                                      |
| Blood: The Last Vampire                                                     | Hiroyuki Kitakubo   | Japan                                                   |
| The Calling                                                                 | Richard Caesar      | Vereinigte Staaten / Deutschland                        |
| Camp Blood                                                                  | Brad Sykes          | Vereinigte Staaten                                      |
| Cut                                                                         | Kimble Rendall      | Australien                                              |
| Deep in the Woods – Allein mit der Angst                                    | Lionel Delplanque   | Frankreich                                              |
| Düstere Legenden 2                                                          | John Ottman         | Vereinigte Staaten                                      |
| Final Destination                                                           | James Wong          | Vereinigte Staaten                                      |
| Ginger Snaps – Das Biest in Dir                                             | John Fawcett        | Kanada                                                  |
| Hellraiser V – Inferno                                                      | Scott Derrickson    | Vereinigte Staaten                                      |
| Hollow Man – Unsichtbare Gefahr                                             | Paul Verhoeven      | Vereinigte Staaten                                      |
| Juon: The Curse                                                             | Takashi Shimizu     | Japan                                                   |
| Ju-on – The Curse 2                                                         | Takashi Shimizu     | Japan                                                   |
| Lost Souls – Verlorene Seelen                                               | Janusz Kamiński     | Vereinigte Staaten                                      |
| Pitch Black – Planet der Finsternis                                         | David Twohy         | Vereinigte Staaten                                      |
| Die Prophezeiung                                                            | Chuck Russell       | Vereinigte Staaten / Deutschland                        |
| Scary Movie                                                                 | Keenen Ivory Wayans | Vereinigte Staaten                                      |
| Scream 3                                                                    | Wes Craven          | Vereinigte Staaten                                      |
| Shadow of the Vampire                                                       | E. Elias Merhige    | Vereinigte Staaten / Vereinigtes Königreich / Luxemburg |
| Shriek – Schrei, wenn du weißt, was ich letzten Freitag, den 13. getan habe | John Balnhardt      | Vereinigte Staaten                                      |
| They Nest – Tödliche Brut                                                   | Ellory Elkayem      | Vereinigte Staaten                                      |
| Unbreakable – Unzerbrechlich                                                | M. Night Shyamalan  | Vereinigte Staaten                                      |
| Uzumaki                                                                     | Akihiro Higuchinski | Japan                                                   |
| Versus                                                                      | Ryūhei Kitamura     | Japan                                                   |
| Wes Craven präsentiert Dracula                                              | Patrick Lussier     | Vereinigte Staaten                                      |
| Wild Zero                                                                   | Tetsuro Takeuchi    | Japan                                                   |

## 2001
| Titel                                   | Regie                   | Produktionsland                             |
| --------------------------------------- | ----------------------- | ------------------------------------------- |
| 13 Geister                              | Steve Beck              | Vereinigte Staaten                          |
| Arachnid                                | Jack Sholder            | Spanien                                     |
| Belphégor                               | Jean-Paul Salomé        | Frankreich                                  |
| Bones – Der Tod ist erst der Anfang     | Ernest R. Dickerson     | Vereinigte Staaten                          |
| Children of the Corn: Revelation        | Guy Magar               | Vereinigte Staaten                          |
| Children of the Living Dead             | Tor Ramsey              | Vereinigte Staaten                          |
| Cradle of Fear                          | Alex Chandon            | Vereinigtes Königreich                      |
| Dagon                                   | Stuart Gordon           | Spanien                                     |
| The Forsaken – Die Nacht ist gierig     | J. S. Cardone           | Vereinigte Staaten                          |
| Ghosts of Mars                          | John Carpenter          | Vereinigte Staaten                          |
| Hannibal                                | Ridley Scott            | Vereinigte Staaten / Vereinigtes Königreich |
| The Happiness of the Katakuris          | Takashi Miike           | Japan                                       |
| Jeepers Creepers – Es ist angerichtet   | Victor Salva            | Vereinigte Staaten / Deutschland            |
| The Mangler 2                           | Michael Hamilton-Wright | Kanada                                      |
| Mimic 2                                 | Jean de Segonzac        | Vereinigte Staaten                          |
| Die Mumie kehrt zurück                  | Stephen Sommers         | Vereinigte Staaten                          |
| Pakt der Wölfe                          | Christophe Gans         | Frankreich                                  |
| Pulse                                   | Kiyoshi Kurosawa        | Japan                                       |
| Spinnen des Todes                       | Scott Ziehl             | Vereinigte Staaten                          |
| Stacy – Angriff der Zombie-Schulmädchen | Naoyuki Tomomatsu       | Japan                                       |
| Tremors 3 – Die neue Brut               | Brent Maddock           | Vereinigte Staaten                          |
| Wishmaster 3 – Der Höllenstein          | Chris Angel             | Vereinigte Staaten                          |

## 2002
| Titel                                          | Regie                                  | Produktionsland                                                       |
| ---------------------------------------------- | -------------------------------------- | --------------------------------------------------------------------- |
| 28 Days Later                                  | Danny Boyle                            | Vereinigtes Königreich                                                |
| Arac Attack – Angriff der achtbeinigen Monster | Ellory Elkayem                         | Vereinigte Staaten                                                    |
| Blade II                                       | Guillermo del Toro                     | Vereinigte Staaten / Deutschland                                      |
| Bubba Ho-Tep                                   | Don Coscarelli                         | Vereinigte Staaten                                                    |
| Cabin Fever                                    | Eli Roth                               | Vereinigte Staaten                                                    |
| Carrie                                         | David Carson                           | Vereinigte Staaten                                                    |
| Dark Water                                     | Hideo Nakata                           | Japan                                                                 |
| Darkness                                       | Jaume Balagueró                        | Spanien                                                               |
| Deathwatch                                     | Michael J. Bassett                     | Vereinigtes Königreich / Deutschland / Frankreich / Italien           |
| Dog Soldiers                                   | Neil Marshall                          | Vereinigtes Königreich                                                |
| FearDotCom                                     | William Malone                         | Vereinigtes Königreich / Deutschland / Luxemburg / Vereinigte Staaten |
| Ghost Ship                                     | Steve Beck                             | Vereinigte Staaten / Australien                                       |
| Halloween: Resurrection                        | Rick Rosenthal                         | Vereinigte Staaten                                                    |
| Jason X                                        | Jim Isaac                              | Vereinigte Staaten                                                    |
| Königin der Verdammten                         | Michael Rymer                          | Vereinigte Staaten / Australien                                       |
| Long Time Dead                                 | Marcus Adams                           | Vereinigtes Königreich / Frankreich                                   |
| May                                            | Lucky McKee                            | Vereinigte Staaten                                                    |
| Nine Lives – Das Haus des Schreckens           | Andrew Green                           | Vereinigtes Königreich                                                |
| The Phone                                      | Ahn Byeong-ki                          | Südkorea                                                              |
| Resident Evil                                  | Paul W. S. Anderson                    | Vereinigtes Königreich / Frankreich / Deutschland                     |
| Ring                                           | Gore Verbinski                         | Vereinigte Staaten                                                    |
| Signs – Zeichen                                | M. Night Shyamalan                     | Vereinigte Staaten                                                    |
| They – Sie Kommen                              | Robert Harmon                          | Vereinigte Staaten                                                    |
| Three… Nightmares                              | Kim Ji-woon, Nonsi Nimibut, Peter Chan | Südkorea / Thailand / Hongkong                                        |
| Unsichtbare Augen                              | Marc Evans                             | Vereinigte Staaten / Vereinigtes Königreich                           |
| Wishcraft                                      | Richard Wenk                           | Vereinigte Staaten                                                    |
| Wishmaster 4: Die Prophezeiung erfüllt sich    | Chris Angel                            | Kanada / Vereinigte Staaten                                           |

## 2003
| Titel                                 | Regie                                | Produktionsland                                                    |
| ------------------------------------- | ------------------------------------ | ------------------------------------------------------------------ |
| A Tale of Two Sisters                 | Kim Jee-woon                         | Südkorea                                                           |
| Beyond Re-Animator                    | Brian Yuzna                          | Vereinigte Staaten / Spanien                                       |
| The Call                              | Takashi Miike                        | Japan                                                              |
| Dead End                              | Jean-Baptiste Andrea, Fabrice Canepa | Frankreich / Vereinigte Staaten                                    |
| Dreamcatcher                          | Lawrence Kasdan                      | Vereinigte Staaten                                                 |
| Final Destination 2                   | David R. Ellis                       | Vereinigte Staaten / Kanada                                        |
| Der Fluch von Darkness Falls          | Jonathan Liebesman                   | Vereinigte Staaten                                                 |
| Freddy vs. Jason                      | Ronny Yu                             | Vereinigte Staaten / Italien                                       |
| Gozu                                  | Takashi Miike                        | Japan                                                              |
| Haus der 1000 Leichen                 | Rob Zombie                           | Vereinigte Staaten                                                 |
| High Tension                          | Alexandre Aja                        | Frankreich                                                         |
| House of the Dead                     | Uwe Boll                             | Vereinigte Staaten / Kanada / Deutschland                          |
| Jeepers Creepers 2                    | Victor Salva                         | Vereinigte Staaten                                                 |
| Michael Bay’s Texas Chainsaw Massacre | Marcus Nispel                        | Vereinigte Staaten                                                 |
| Monster Man – Die Hölle auf Rädern    | Michael Davis                        | Vereinigte Staaten                                                 |
| Moon Child                            | Takahisa Zeze                        | Japan                                                              |
| Octane – Grausamer Verdacht           | Marcus Adams                         | Vereinigte Staaten                                                 |
| Red Water                             | Charles Robert Carner                | Vereinigte Staaten                                                 |
| Scary Movie 3                         | David Zucker                         | Vereinigte Staaten / Kanada                                        |
| Undead                                | Michael Spierig, Peter Spierig       | Australien                                                         |
| Underworld                            | Len Wiseman                          | Vereinigte Staaten / Vereinigtes Königreich / Deutschland / Ungarn |
| Willard                               | Glen Morgan                          | Vereinigte Staaten / Kanada                                        |
| Wrong Turn                            | Rob Schmidt                          | Vereinigte Staaten / Kanada / Deutschland                          |

## 2004
| Titel                                      | Regie                                     | Produktionsland                                                    |
| ------------------------------------------ | ----------------------------------------- | ------------------------------------------------------------------ |
| 12 Days of Terror                          | Jack Sholder                              | Südafrika                                                          |
| Ab-Normal Beauty – In jedem lebt das Böse  | Oxide Pang Chun                           | Hongkong                                                           |
| Alien vs. Predator                         | Paul W. S. Anderson                       | Vereinigte Staaten / Kanada / Vereinigtes Königreich / Deutschland |
| Anacondas: Die Jagd nach der Blut-Orchidee | Dwight H. Little                          | Vereinigte Staaten                                                 |
| Art of the Devil                           | Thanit Jitnukun                           | Thailand                                                           |
| Blade: Trinity                             | David S. Goyer                            | Vereinigte Staaten                                                 |
| Blessed – Kinder des Teufels               | Simon Fellows                             | Vereinigtes Königreich                                             |
| Bone Sickness                              | Brian Paulin                              | Vereinigte Staaten                                                 |
| Chuckys Baby                               | Don Mancini                               | Rumänien / Vereinigte Staaten / Vereinigtes Königreich             |
| Club Mad                                   | Jay Chandrasekhar                         | Vereinigte Staaten                                                 |
| Creep                                      | Christopher Smith                         | Vereinigtes Königreich / Deutschland                               |
| Cube Zero                                  | Ernie Barbarash                           | Kanada                                                             |
| Dawn of the Dead                           | Zack Snyder                               | Vereinigte Staaten                                                 |
| DinoCroc                                   | Kevin O’Neill                             | Vereinigte Staaten                                                 |
| Eternal Shades of Bloody Sex               | Wilhelm Liebenberg, Federico Sanchez      | Kanada                                                             |
| Exorzist: Der Anfang                       | Renny Harlin                              | Vereinigte Staaten                                                 |
| Frankenfish                                | Mark A. Z. Dippé                          | Vereinigte Staaten                                                 |
| Ghost Lake                                 | Jay Woelfel                               | Vereinigte Staaten                                                 |
| Ginger Snaps II – Entfesselt               | Brett Sullivan                            | Kanada                                                             |
| Ginger Snaps III – Der Anfang              | Grant Harvey                              | Kanada                                                             |
| Godsend                                    | Nick Hamm                                 | Vereinigte Staaten / Kanada                                        |
| The Grudge – Der Fluch                     | Takashi Shimizu                           | Vereinigte Staaten / Japan / Deutschland                           |
| Hide and Creep                             | Chuck Hartsell, Chance Shirley            | Vereinigte Staaten                                                 |
| Madhouse – Der Wahnsinn beginnt            | William Butler                            | Vereinigte Staaten                                                 |
| Punk Rock Splatter Massacre                | Doug Sakmann                              | Vereinigte Staaten                                                 |
| Resident Evil: Apocalypse                  | Alexander Witt                            | Vereinigte Staaten / Kanada / Deutschland                          |
| Riding the Bullet                          | Mick Garris                               | Vereinigte Staaten                                                 |
| Romasanta – Im Schatten des Werwolfs       | Paco Plaza                                | Spanien / Vereinigtes Königreich / Italien                         |
| Sars War – Tod allen Zombies!              | Taweewat Wantha                           | Thailand                                                           |
| Saw                                        | James Wan                                 | Vereinigte Staaten / Australien                                    |
| Shaun of the Dead                          | Edgar Wright                              | Vereinigtes Königreich / Frankreich                                |
| Three… Extremes                            | Fruit Chan, Park Chan-wook, Takaski Miike | Hongkong / Südkorea / Japan                                        |
| Tremors 4 – Wie alles begann               | S. S. Wilson                              | Vereinigte Staaten                                                 |
| Van Helsing                                | Stephen Sommers                           | Vereinigte Staaten / Tschechien                                    |
| Village, The – Das Dorf                    | M. Night Shyamalan                        | Vereinigte Staaten                                                 |
| Zombie Honeymoon                           | David Gebroe                              | Vereinigte Staaten                                                 |

## 2005
| Titel                                          | Regie                           | Produktionsland                                                        |
| ---------------------------------------------- | ------------------------------- | ---------------------------------------------------------------------- |
| All Souls Day: Dia de los muertos              | Jeremy Kasten                   | Vereinigte Staaten                                                     |
| Amityville Horror – Eine wahre Geschichte      | Andrew Douglas                  | Vereinigte Staaten                                                     |
| Art of the Devil II                            | Kongkiat Khomsiri u. a.         | Thailand                                                               |
| Bad Reputation                                 | Jim Hemphill                    | Vereinigte Staaten                                                     |
| Beneath Still Waters                           | Brian Yuzna                     | Spanien / Vereinigtes Königreich                                       |
| Boogeyman – Der schwarze Mann                  | Stephen T. Kay                  | Vereinigte Staaten / Neuseeland / Deutschland                          |
| Boy Eats Girl                                  | Stephen Bradley                 | Irland                                                                 |
| The Call 2                                     | Renpei Tsukamoto                | Japan                                                                  |
| The Cave                                       | Bruce Hunt                      | Vereinigte Staaten                                                     |
| The Cavern – Abstieg ins Grauen                | Olatunde Osunsanmi              | Vereinigte Staaten                                                     |
| Cry Wolf                                       | Jeff Wadlow                     | Vereinigte Staaten                                                     |
| The Dark                                       | John Fawcett                    | Vereinigtes Königreich / Deutschland                                   |
| Dark Water – Dunkle Wasser                     | Walter Salles                   | Vereinigte Staaten                                                     |
| Death Tunnel                                   | Philip Adrian Booth             | Vereinigte Staaten                                                     |
| The Descent – Abgrund des Grauens              | Neil Marshall                   | Vereinigtes Königreich                                                 |
| The Devil’s Rejects                            | Rob Zombie                      | Vereinigte Staaten                                                     |
| Dominion: Exorzist – Der Anfang des Bösen      | Paul Schrader                   | Vereinigte Staaten                                                     |
| Doom – Der Film                                | Andrzej Bartkowiak              | Vereinigte Staaten / Vereinigtes Königreich / Tschechien / Deutschland |
| Düstere Legenden 3                             | Mary Lambert                    | Vereinigte Staaten                                                     |
| Evil                                           | Yorgos Noussias                 | Griechenland                                                           |
| Der Exorzismus von Emily Rose                  | Scott Derrickson                | Vereinigte Staaten                                                     |
| The Eye – Infinity                             | Oxide Pang Chun, Danny Pang Fat | Hongkong / Thailand                                                    |
| Der Fluch der Betsy Bell                       | Courtney Solomon                | Vereinigte Staaten                                                     |
| The Fog – Nebel des Grauens                    | Rupert Wainwright               | Vereinigte Staaten                                                     |
| Fragile                                        | Jaume Balagueró                 | Spanien                                                                |
| H6 – Tagebuch eines Serienkillers              | Martín Garrido Barón            | Spanien                                                                |
| Hellraiser: Hellworld                          | Rick Bota                       | Vereinigte Staaten / Rumänien                                          |
| Hostel                                         | Eli Roth                        | Vereinigte Staaten                                                     |
| House of Wax                                   | Jaume Collet-Serra              | Vereinigte Staaten                                                     |
| Island of Beasts                               | Jim Wynorski                    | Vereinigte Staaten                                                     |
| Land of the Dead                               | George A. Romero                | Vereinigte Staaten / Kanada / Frankreich                               |
| Reeker                                         | Dave Payne                      | Vereinigte Staaten                                                     |
| Return of the Living Dead IV: Necropolis       | Ellory Elkayem                  | Vereinigte Staaten                                                     |
| Return of the Living Dead V: Rave to the Grave | Ellory Elkayem                  | Vereinigte Staaten                                                     |
| Ring 2                                         | Hideo Nakata                    | Vereinigte Staaten                                                     |
| Saw II                                         | Darren Lynn Bousman             | Vereinigte Staaten                                                     |
| Severed – Forest of the Dead                   | Carl Bessai                     | Kanada                                                                 |
| Tamara – Rache kann so verführerisch sein      | Jeremy Haft                     | Kanada                                                                 |
| Tokyo Zombie                                   | Sakichi Satō                    | Japan                                                                  |
| Venom – Biss der Teufelsschlangen              | Jim Gillespie                   | Vereinigte Staaten                                                     |
| Verflucht                                      | Wes Craven                      | Vereinigte Staaten                                                     |

## 2006
| Titel                                                    | Regie                      | Produktionsland                                        |
| -------------------------------------------------------- | -------------------------- | ------------------------------------------------------ |
| Abominable                                               | Ryan Schifrin              | Vereinigte Staaten                                     |
| All the Boys Love Mandy Lane                             | Jonathan Levine            | Vereinigte Staaten                                     |
| Behind the Mask                                          | Scott Glosserman           | Vereinigte Staaten                                     |
| Black Christmas                                          | Glen Morgan                | Vereinigte Staaten / Kanada                            |
| Black Sheep                                              | Jonathan King              | Neuseeland                                             |
| The Breed                                                | Nicholas Mastandrea        | Vereinigte Staaten / Südafrika                         |
| The Call 3 – Final                                       | Manabu Asou                | Japan                                                  |
| City of the Dead                                         | Duane Stinnett             | Vereinigte Staaten                                     |
| Cold Prey – Eiskalter Tod                                | Roar Uthaug                | Norwegen                                               |
| Desperation                                              | Mick Garris                | Vereinigte Staaten                                     |
| Dracula’s Curse                                          | Leigh Scott                | Vereinigte Staaten                                     |
| Fido – Gute Tote sind schwer zu finden                   | Andrew Currie              | Kanada                                                 |
| Final Destination 3                                      | James Wong                 | Vereinigte Staaten / Kanada / Deutschland              |
| Der Fluch – The Grudge 2                                 | Takashi Shimizu            | Vereinigte Staaten                                     |
| Hatchet                                                  | Adam Green                 | Vereinigte Staaten                                     |
| The Hills Have Eyes – Hügel der blutigen Augen           | Alexandre Aja              | Vereinigte Staaten                                     |
| Hood of Horror                                           | Stacy Title                | Vereinigte Staaten                                     |
| The Host                                                 | Bong Joon-ho               | Südkorea                                               |
| Ich werde immer wissen, was du letzten Sommer getan hast | Sylvain White              | Vereinigte Staaten                                     |
| King Tut – Der Fluch des Pharao                          | Russell Mulcahy            | Vereinigte Staaten                                     |
| The Last Sect                                            | Jonathan Dueck             | Kanada                                                 |
| Night of the Living Dead 3D                              | Jeff Broadstreet           | Vereinigte Staaten                                     |
| Das Omen                                                 | John Moore                 | Vereinigte Staaten                                     |
| Der Pakt                                                 | Renny Harlin               | Vereinigte Staaten                                     |
| Pulse – Du bist tot, bevor Du stirbst                    | Jim Sonzero                | Vereinigte Staaten                                     |
| Pumpkinhead: Asche zu Asche                              | Jim Sonzero                | Vereinigte Staaten / Vereinigtes Königreich / Rumänien |
| Requiem                                                  | Hans-Christian Schmid      | Deutschland                                            |
| Rohtenburg                                               | Martin Weisz               | Deutschland                                            |
| Saw III                                                  | Darren Lynn Bousman        | Vereinigte Staaten / Kanada                            |
| Scary Movie 4                                            | David Zucker               | Vereinigte Staaten                                     |
| See No Evil                                              | Gregory Dark               | Vereinigte Staaten                                     |
| Severance                                                | Christopher Smith          | Vereinigtes Königreich / Deutschland                   |
| Silent Hill                                              | Christophe Gans            | Kanada / Frankreich / Vereinigte Staaten               |
| Skinwalkers                                              | James Isaac                | Vereinigte Staaten                                     |
| Slither – Voll auf den Schleim gegangen                  | James Gunn                 | Vereinigte Staaten                                     |
| Snakes on a Plane                                        | David R. Ellis             | Vereinigte Staaten                                     |
| Stay Alive                                               | William Brent Bell         | Vereinigte Staaten                                     |
| Texas Chainsaw Massacre: The Beginning                   | Jonathan Liebesman         | Vereinigte Staaten                                     |
| Them                                                     | David Moreau, Xavier Palud | Frankreich                                             |
| Turistas                                                 | John Stockwell             | Vereinigte Staaten                                     |
| Unbekannter Anrufer                                      | Simon West                 | Vereinigte Staaten                                     |
| Underworld: Evolution                                    | Len Wiseman                | Vereinigte Staaten                                     |
| Vergeltung – Sie werden Dich finden                      | Eduardo Sánchez            | Vereinigte Staaten                                     |
| The Wicker Man                                           | Neil LaBute                | Vereinigte Staaten / Deutschland / Kanada              |
| Wilderness                                               | Michael J. Bassett         | Vereinigtes Königreich / Irland                        |
| Zombie Night II                                          | David J. Francis           | Kanada                                                 |

## 2007
| Titel                                                                         | Regie                                                                                  | Produktionsland                                                      |
| ----------------------------------------------------------------------------- | -------------------------------------------------------------------------------------- | -------------------------------------------------------------------- |
| 28 Weeks Later                                                                | Juan Carlos Fresnadillo                                                                | Vereinigtes Königreich / Spanien                                     |
| 30 Days of Night                                                              | David Slade                                                                            | Vereinigte Staaten / Neuseeland                                      |
| 100 Tears                                                                     | Marcus Koch                                                                            | Vereinigte Staaten                                                   |
| Aliens vs. Predator 2                                                         | Colin Strause, Greg Strause                                                            | Vereinigte Staaten / Kanada                                          |
| Bats 2: Blutige Ernte                                                         | Jamie Dixon                                                                            | Vereinigte Staaten                                                   |
| Black Water                                                                   | David Nerlich, Andrew Traucki                                                          | Australien                                                           |
| Blood and Chocolate                                                           | Katja von Garnier                                                                      | Vereinigte Staaten / Vereinigtes Königreich / Deutschland / Rumänien |
| Borderland                                                                    | Zev Berman                                                                             | Vereinigte Staaten / Mexiko                                          |
| Bukarest Fleisch                                                              | Andy Fetscher                                                                          | Deutschland                                                          |
| Captivity                                                                     | Roland Joffé                                                                           | Vereinigte Staaten / Russland                                        |
| Chicago Massacre: Richard Speck                                               | Michael Feifer                                                                         | Vereinigte Staaten                                                   |
| Dead Silence                                                                  | James Wan                                                                              | Vereinigte Staaten                                                   |
| Der eisige Tod                                                                | Gregory Jacobs                                                                         | Vereinigtes Königreich / Vereinigte Staaten                          |
| Die Fährte des Grauens                                                        | Michael Katleman                                                                       | Vereinigte Staaten                                                   |
| Frontier(s) – Kennst du deine Schmerzgrenze?                                  | Xavier Gens                                                                            | Frankreich / Schweiz                                                 |
| Gone – Lauf um dein Leben                                                     | Ringan Ledwidge                                                                        | Vereinigtes Königreich / Australien                                  |
| Grindhouse                                                                    | Robert Rodriguez, Quentin Tarantino, Rob Zombie, Eli Roth, Edgar Wright, Jason Eisener | Vereinigte Staaten                                                   |
| Halloween                                                                     | Rob Zombie                                                                             | Vereinigte Staaten                                                   |
| Halloween – Left for Dead                                                     | Christopher Harrison                                                                   | Kanada                                                               |
| Hannibal Rising – Wie alles begann                                            | Peter Webber                                                                           | Vereinigtes Königreich / Tschechien / Frankreich / Italien           |
| Haunted Hill – Die Rückkehr in das Haus des Schreckens                        | Victor García                                                                          | Vereinigte Staaten                                                   |
| The Hills Have Eyes 2                                                         | Martin Weisz                                                                           | Vereinigte Staaten                                                   |
| The Hitcher                                                                   | Dave Meyers                                                                            | Vereinigte Staaten                                                   |
| Hostel 2                                                                      | Eli Roth                                                                               | Vereinigte Staaten                                                   |
| I Am Legend                                                                   | Francis Lawrence                                                                       | Vereinigte Staaten                                                   |
| Ice Spiders                                                                   | Tibor Takács                                                                           | Vereinigte Staaten                                                   |
| Inside                                                                        | Alexandre Bustillo, Julien Maury                                                       | Frankreich                                                           |
| Invasion                                                                      | Oliver Hirschbiegel                                                                    | Vereinigte Staaten / Australien                                      |
| Jack Brooks: Monster Slayer                                                   | Jon Knautz                                                                             | Vereinigte Staaten                                                   |
| Jack Ketchum’s Evil                                                           | Gregory M. Wilson                                                                      | Vereinigte Staaten                                                   |
| Living Hell                                                                   | Richard Jefferies                                                                      | Vereinigte Staaten                                                   |
| The Mad                                                                       | John Kalangis                                                                          | Vereinigte Staaten / Kanada                                          |
| The Messengers                                                                | Oxide Pang, Danny Pang                                                                 | Vereinigte Staaten / Kanada                                          |
| Motel                                                                         | Nimród Antal                                                                           | Vereinigte Staaten                                                   |
| The Mother of Tears                                                           | Dario Argento                                                                          | Italien                                                              |
| Musallat – Lästig                                                             | Alper Mestçi                                                                           | Türkei                                                               |
| My Name Is Bruce                                                              | Bruce Campbell                                                                         | Vereinigte Staaten                                                   |
| Der Nebel                                                                     | Frank Darabont                                                                         | Vereinigte Staaten                                                   |
| Paranormal Activity                                                           | Oren Peli                                                                              | Vereinigte Staaten                                                   |
| Paranormal Investigations                                                     | Sean Tretta                                                                            | Vereinigte Staaten                                                   |
| Pumpkinhead: Blutfehde                                                        | Michael Hurst                                                                          | Vereinigte Staaten                                                   |
| R. L. Stine’s Und wieder schlägt die Geisterstunde: Das Monster, das ich rief | Alex Zamm                                                                              | Vereinigte Staaten                                                   |
| The Reaping – Die Boten der Apokalypse                                        | Stephen Hopkins                                                                        | Vereinigte Staaten                                                   |
| ●REC                                                                          | Jaume Balagueró, Paco Plaza                                                            | Spanien                                                              |
| Resident Evil: Extinction                                                     | Russell Mulcahy                                                                        | Vereinigte Staaten / Frankreich / Deutschland                        |
| Rise: Blood Hunter                                                            | Sebastian Gutierrez                                                                    | Vereinigte Staaten / Neuseeland                                      |
| Rogue – Im falschen Revier                                                    | Greg McLean                                                                            | Australien                                                           |
| Saw IV                                                                        | Darren Lynn Bousman                                                                    | Vereinigte Staaten / Kanada                                          |
| Seed                                                                          | Uwe Boll                                                                               | Kanada                                                               |
| 7eventy 5ive                                                                  | Brian Hooks, Deon Taylor                                                               | Vereinigte Staaten                                                   |
| Shrooms – Im Rausch des Todes                                                 | Paddy Breathnach                                                                       | Vereinigtes Königreich / Dänemark / Irland                           |
| The Signal                                                                    | David Brucker, Jacob Gentry, Dan Bush                                                  | Vereinigte Staaten                                                   |
| Species IV – Das Erwachen                                                     | Nick Lyon                                                                              | Vereinigte Staaten                                                   |
| Sublime                                                                       | Tony Krantz                                                                            | Vereinigte Staaten                                                   |
| Sweeney Todd – Der teuflische Barbier aus der Fleet Street                    | Tim Burton                                                                             | Vereinigte Staaten                                                   |
| Teeth – Wer zuletzt beißt, beißt am besten                                    | Mitchell Lichtenstein                                                                  | Vereinigte Staaten                                                   |
| Trick ’r Treat                                                                | Michael Dougherty                                                                      | Vereinigte Staaten                                                   |
| Das Waisenhaus                                                                | Juan Antonio Bayona                                                                    | Spanien / Mexiko                                                     |
| The Wizard of Gore                                                            | Jeremy Kasten                                                                          | Vereinigte Staaten                                                   |
| Whisper                                                                       | Stewart Hendler                                                                        | Vereinigte Staaten                                                   |
| Wrong Turn 2: Dead End                                                        | Joe Lynch                                                                              | Vereinigte Staaten / Kanada                                          |
| Zimmer 1408                                                                   | Mikael Håfström                                                                        | Vereinigte Staaten                                                   |
| Zombie Rage                                                                   | Robert Kurtzman                                                                        | Vereinigte Staaten                                                   |
| Psyko Horror Show (2007)                                                      | Heiko Muuss                                                                            | Schweiz                                                              |

## 2008
| Titel                                                            | Regie                           | Produktionsland                          |
| ---------------------------------------------------------------- | ------------------------------- | ---------------------------------------- |
| 100 Feet                                                         | Eric Red                        | Vereinigte Staaten                       |
| Alien Raiders                                                    | Ben Rock                        | Vereinigte Staaten                       |
| Anaconda – Offspring                                             | Don E. FauntLeRoy               | Vereinigte Staaten / Rumänien            |
| Babysitter Wanted                                                | Michael Manasseri, Jonas Barnes | Vereinigte Staaten                       |
| Die Bienen – Tödliche Bedrohung                                  | Michael Karen                   | Deutschland                              |
| The Children                                                     | Tom Shankland                   | Vereinigtes Königreich                   |
| Clive Barker’s Book of Blood                                     | John Harrison                   | Vereinigtes Königreich                   |
| Cloverfield                                                      | Matt Reeves                     | Vereinigte Staaten                       |
| Cold Prey 2 Resurrection – Kälter als der Tod                    | Mats Sternberg                  | Norwegen                                 |
| The Cottage                                                      | Paul Andrew Williams            | Vereinigtes Königreich / Frankreich      |
| Cradle Will Fall                                                 | Lars Jacobson, Amardeep Kaleka  | Vereinigte Staaten                       |
| Dance of the Dead                                                | Gregg Bishop                    | Vereinigte Staaten                       |
| Dark Floors                                                      | Pete Riski                      | Finnland                                 |
| Day of the Dead                                                  | Steve Miner                     | Vereinigte Staaten                       |
| Death Bell – Tödliche Abschlussprüfung!                          | Yoon Hong-seung                 | Südkorea                                 |
| Diary of the Dead                                                | George A. Romero                | Vereinigte Staaten                       |
| Eden Lake                                                        | James Watkins                   | Vereinigtes Königreich                   |
| The Eye                                                          | David Moreau, Xavier Palud      | Vereinigte Staaten                       |
| The Happening                                                    | M. Night Shyamalan              | Vereinigte Staaten / Indien / Frankreich |
| The Horribly Slow Murderer with the Extremely Inefficient Weapon | Richard Gale                    | Vereinigte Staaten                       |
| Hush                                                             | Mark Tonderai                   | Vereinigtes Königreich                   |
| Insanitarium                                                     | Jeff Buhler                     | Vereinigte Staaten                       |
| Kill Theory                                                      | Chris Moore                     | Vereinigte Staaten                       |
| Last of the Living                                               | Logan McMillian                 | Neuseeland                               |
| Loch Ness – Die Bestie aus der Tiefe                             | Paul Ziller                     | Kanada                                   |
| Lost Boys 2: The Tribe                                           | P. J. Pesce                     | Vereinigte Staaten / Kanada              |
| The Machine Girl                                                 | Noboru Iguchi                   | Japan                                    |
| Manhunt Backwoods Massacre                                       | Patrik Syversen                 | Norwegen                                 |
| Martyrs                                                          | Pascal Laugier                  | Frankreich / Kanada                      |
| Midnight Movie                                                   | Jack Messitt                    | Vereinigte Staaten                       |
| Molly Hartley – Die Tochter des Satans                           | Mickey Liddell                  | Vereinigte Staaten                       |
| No Man’s Land: The Rise of Reeker                                | Dave Payne                      | Vereinigtes Königreich                   |
| Outpost – Zum Kämpfen geboren                                    | Steve Barker                    | Vereinigtes Königreich                   |
| Pontypool                                                        | Bruce McDonald                  | Kanada                                   |
| Prom Night                                                       | Nelson McCormick                | Vereinigte Staaten                       |
| Quarantäne                                                       | John Erick Dowdle               | Vereinigte Staaten                       |
| R.L. Stines Geistermeister – Besuch aus dem Jenseits             | Rich Correll                    | Vereinigte Staaten                       |
| Repo! The Genetic Opera                                          | Darren Lynn Bousman             | Vereinigte Staaten                       |
| Ruinen                                                           | Carter Smith                    | Vereinigte Staaten / Australien          |
| Saw V                                                            | David Hackl                     | Vereinigte Staaten / Kanada              |
| Shark Swarm – Angriff der Haie                                   | James A. Contner                | Vereinigte Staaten                       |
| Shutter – Sie sehen dich                                         | Masayuki Ochiai                 | Vereinigte Staaten                       |
| So finster die Nacht                                             | Tomas Alfredson                 | Schweden                                 |
| Solstice                                                         | Daniel Myrick                   | Vereinigte Staaten                       |
| The Strangers                                                    | Bryan Bertino                   | Vereinigte Staaten                       |
| Ein tödlicher Anruf                                              | Eric Valette                    | Vereinigte Staaten / Japan / Deutschland |
| Tokyo Gore Police                                                | Yoshihiro Nishimura             | Japan                                    |
| Twilight – Biss zum Morgengrauen                                 | Catherine Hardwicke             | Vereinigte Staaten / Kanada              |
| Zombie Killer – Sexy as Hell                                     | Yōhei Fukuda                    | Japan                                    |
| Zombie Strippers                                                 | Jay Lee                         | Vereinigte Staaten                       |

## 2009
| Titel                                               | Regie                          | Produktionsland                                                   |
| --------------------------------------------------- | ------------------------------ | ----------------------------------------------------------------- |
| Albino Farm                                         | Joe Anderson, Sean MacEwen     | Vereinigte Staaten                                                |
| Autumn of the Living Dead                           | Steven Rumbelow                | Kanada                                                            |
| Das Bildnis des Dorian Gray                         | Oliver Parker                  | Vereinigtes Königreich                                            |
| Birdemic: Shock and Terror                          | James Nguyen                   | Vereinigte Staaten                                                |
| Blood – The Last Vampire                            | Chris Nahon                    | Frankreich / Hongkong / Japan                                     |
| Blood Creek                                         | Joel Schumacher                | Vereinigte Staaten                                                |
| The Descent 2 – Die Jagd geht weiter                | Jon Harris                     | Vereinigtes Königreich                                            |
| Don’t Look Back – Schatten der Vergangenheit        | Marian de Van                  | Frankreich / Italien / Belgien / Luxemburg                        |
| Doghouse                                            | Jake West                      | Vereinigtes Königreich                                            |
| Drag Me to Hell                                     | Sam Raimi                      | Vereinigte Staaten                                                |
| Durst                                               | Park Chan-wook                 | Südkorea                                                          |
| Fall 39                                             | Christian Alvart               | Vereinigte Staaten / Kanada                                       |
| Final Destination 4                                 | David R. Ellis                 | Vereinigte Staaten                                                |
| Der Fluch – The Grudge 3                            | Toby Wilkins                   | Vereinigte Staaten                                                |
| Der Fluch der 2 Schwestern                          | Charles Guard, Thomas Guard    | Vereinigte Staaten / Kanada / Deutschland                         |
| Freitag der 13.                                     | Marcus Nispel                  | Vereinigte Staaten                                                |
| Gonger – Das Böse vergisst nie                      | Christian Theede               | Deutschland                                                       |
| Grotesque                                           | Kōji Shiraishi                 | Japan                                                             |
| Halloween II                                        | Rob Zombie                     | Vereinigte Staaten                                                |
| Das Haus der Dämonen                                | Peter Cornwell                 | Vereinigte Staaten                                                |
| The Hills Run Red – Drehbuch des Todes              | Dave Parker                    | Vereinigte Staaten / Bulgarien                                    |
| Die Horde                                           | Yannick Dahan, Benjamin Rocher | Frankreich                                                        |
| Human Centipede – Der menschliche Tausendfüßler     | Tom Six                        | Niederlande                                                       |
| Hunger                                              | Steven Hentges                 | Vereinigte Staaten                                                |
| Jack Ketchums Beutegier                             | Andrew van den Houten          | Vereinigte Staaten                                                |
| Jennifer’s Body – Jungs nach ihrem Geschmack        | Karyn Kusama                   | Vereinigte Staaten                                                |
| Keiler – Der Menschenfresser                        | Shin Jeong-won                 | Südkorea                                                          |
| The Last House on the Left                          | Dennis Iliadis                 | Vereinigte Staaten                                                |
| Lesbian Vampire Killers                             | Phil Claydon                   | Vereinigtes Königreich                                            |
| The Loved Ones – Pretty in Blood                    | Sean Byrne                     | Australien                                                        |
| Macabre                                             | Kimo Stamboel, Timo Tjahjanto  | Indonesien                                                        |
| Mutants                                             | David Morlet                   | Frankreich                                                        |
| My Bloody Valentine 3D                              | Patrick Lussier                | Vereinigte Staaten                                                |
| My Super Psycho Sweet 16                            | Jacob Gentry                   | Vereinigte Staaten                                                |
| New Moon – Biss zur Mittagsstunde                   | Chris Weitz                    | Vereinigte Staaten / Kanada                                       |
| Orphan – Das Waisenkind                             | Jaume Collet-Serra             | Vereinigte Staaten / Kanada / Deutschland / Frankreich            |
| Pandorum                                            | Christian Alvart               | Deutschland / Vereinigtes Königreich                              |
| Saw VI                                              | Kevin Greutert                 | Kanada / Vereinigte Staaten / Vereinigtes Königreich / Australien |
| Schön bis in den Tod                                | Stewart Hendler                | Vereinigte Staaten                                                |
| Das schwarze Herz                                   | Michael Cuesta                 | Vereinigtes Königreich / Vereinigte Staaten                       |
| Splice – Das Genexperiment                          | Vincenzo Natali                | Kanada / Frankreich / Vereinigte Staaten                          |
| Suck – Bis(s) zum Erfolg                            | Rob Stefaniuk                  | Kanada                                                            |
| Summer’s Moon                                       | Lee Demarbre                   | Kanada                                                            |
| Survival of the Dead                                | George A. Romero               | Vereinigte Staaten                                                |
| Tannöd                                              | Bettina Oberli                 | Deutschland                                                       |
| Triangle – Die Angst kommt in Wellen                | Christopher Smith              | Australien / Vereinigtes Königreich                               |
| The Unborn                                          | David S. Goyer                 | Vereinigte Staaten                                                |
| Underworld – Aufstand der Lykaner                   | Patrick Tatopoulos             | Vereinigte Staaten / Neuseeland                                   |
| Unrated: The Movie                                  | Andreas Schnaas, Timo Rose     | Deutschland                                                       |
| Untote wie wir – Man ist so tot, wie man sich fühlt | D. Kerry Prior                 | Vereinigte Staaten                                                |
| Die vierte Art                                      | Olatunde Osunsanmi             | Vereinigte Staaten                                                |
| Wrong Turn 3: Left For Dead                         | Declan O’Brien                 | Vereinigte Staaten                                                |
| Zombieland                                          | Ruben Fleischer                | Vereinigte Staaten                                                |
| Der Fluch – The Grudge 3                            | Toby Wilkins                   | Vereinigte Staaten                                                |